# Coleophora bedella
Coleophora bedella é uma espécie de mariposa do gênero Coleophora pertencente à família Coleophoridae.